# Capão do Cipó
Capão do Cipó este un oraș în Rio Grande do Sul (RS), Brazilia.